# Tony Dawson
Antonio Ray Dawson  (Kinston, Carolina del Norte; 25 de agosto de 1967 (57 años))  es un exjugador de baloncesto estadounidense. Con 2.01 de estatura, jugaba en la posición de alero.

## Treyectoria
- High School. Kinston, North Carolina.
- 1985-1987 Gulf Coast Community College
- 1987-1989 Universidad de Florida State
- 1989-1990 Pensacola Tornados
- 1989-1990 Tenerife N.º 1
- 1990-1991 Pensacola Tornados
- 1991 Sacramento Kings
- 1990-1991 Billy Desio
- 1991-1992 Beitar Tel Aviv
- 1992-1993 Rapid City Thrillers
- 1993 Pallacanestro Ferrara
- 1993 Cholet Basket
- 1993-1994 Club Joventut de Badalona
- 1994-1995 Rapid City Thrillers
- 1995 Rockford Lightning
- 1995 Boston Celtics
- 1995-1997 Bayer Leverkusen
- 1997-1998 AE Apollon Patras
- 1998-1999 Scavolini Pesaro
- 1999 AO Dafni
- 2000-2001  Sporting Al Riyadi
- 2001-2002 Ionikos Neas Filadelfeias BC
- 2002-2003 Cocodrilos de Caracas